# Giovanni Lavaggi
Giovanni Lavaggi, né le 18 février 1958 à Augusta (Sicile), est un pilote automobile italien. Diplômé en ingénierie mécanique de l'Université Politecnico di Milano, il est également le concepteur et le constructeur de la Lavaggi LS1, une voiture de sport-prototype de la catégorie LMP1
Noble d'origine sicilienne, il est le descendant de l'aviateur Giovanni Lavaggi, décédé en 1935 dans l'accident d'avion, à la suite d'un sabotage, qui a également coûté la vie à Luigi Razza, ministre italien des travaux publics.

## Biographie
Giovanni Lavaggi commence tardivement, à 26 ans, sa carrière de pilote en sport mécanique, motivé par Henry Morrogh qui, en 1983, le définit comme le meilleur élève de son école de pilotage. L'année suivante, il participe au championnat d'Italie de Formule Panda (formule monoplace utilisant le moteur Fiat 903 cm3 de la Panda) comme pilote officiel du constructeur Ermolli ; il se classe deuxième du championnat.
Les années suivantes, sans budget et sans manager mais grâce à quelques sponsors personnels, il participe à quelques courses du championnat d'Italie de Formule 3. Ne disposant pas d'un budget suffisant pour une saison complète, il décide, en 1987, d'acquérir de l'expérience au niveau international en prenant part à quelques courses de championnat du monde des voitures Sport-prototypes. Il devient pilote du "Porsche Kremer Team" contribuant à l'obtention des derniers meilleurs résultats de l'écurie.
En 1993, Lavaggi devient champion européen de la catégorie Interserie en gagnant la moitié des douze courses du championnat et en terminant quatre fois sur le podium dans les six autres épreuves. En 1995, il remporte les 24 Heures de Daytona (premier italien après Lorenzo Bandini en 1967) en conduisant pendant neuf heures au lieu des six prévues. 
La même année, il fait ses débuts en championnat du monde de Formule 1, domaine dans lequel, grâce à ses connaissances techniques, il avait eu un premier contact en 1992, en tant que pilote d'essai pour l'équipe March. Au volant de la Lotus-Pacific, il dispute quatre courses, mais en raison des défaillances répétées de la boîte à vitesses, ne parvient jamais à franchir la ligne d’arrivée.
En 1996, il participe, avec la Scuderia Minardi, à six Grands Prix (Allemagne, Hongrie, Belgique, Italie, Portugal et Japon) ; il se classe dixième à Budapest (deuxième meilleur résultat de la saison pour l'équipe). 
De 1998 à 2009, Lavaggi participe avec son écurie au championnat FIA Sportscar et aux Le Mans Series. La Scuderia Lavaggi débute avec une Ferrari 333 SP avec laquelle elle remporte deux victoires, obtient cinq podiums et trois pole positions. Lavaggi installe sur la voiture un moteur Judd et gagne les 1000 km de Monza en 2001, en pilotant durant cinq heures.

## Résultats en championnat du monde de Formule 1
| Saison | Écurie                 | Châssis | Moteur      | Pneus    | GP disputés | Points inscrits | Classement |
| ------ | ---------------------- | ------- | ----------- | -------- | ----------- | --------------- | ---------- |
| 1995   | Pacific Grand Prix Ltd | PR02    | Cosworth V8 | Goodyear | 4           | 0               | n.c.       |
| 1996   | Minardi F1 Team        | M195B   | Cosworth V8 | Goodyear | 3           | 0               | n.c.       |

| Année | Écurie                 | Châssis       | Moteur  | 1   | 2   | 3   | 4   | 5   | 6   | 7   | 8   | 9       | 10      | 11      | 12      | 13     | 14      | 15     | 16     | 17  | Classement | Points |
| ----- | ---------------------- | ------------- | ------- | --- | --- | --- | --- | --- | --- | --- | --- | ------- | ------- | ------- | ------- | ------ | ------- | ------ | ------ | --- | ---------- | ------ |
| 1995  | Pacific Grand Prix Ltd | Pacific PR02  | Ford V8 | BRA | ARG | SMR | ESP | MON | CAN | FRA | GBR | GER Abd | HUN Abd | BEL Abd | ITA Abd | POR    | EUR     | PAC    | JPN    | AUS | NC         | 0      |
| 1996  | Minardi Team           | Minardi M195B | Ford V8 | AUS | BRA | ARG | EUR | SMR | MON | ESP | CAN | FRA     | GBR     | GER Nq  | HUN 10  | BEL Nq | ITA Abd | POR 15 | JPN Nq |     | NC         | 0      |